# .ua
.ua jest domeną internetową przypisaną dla stron internetowych z terytorium Ukrainy.

## Domeny drugiego poziomu
- com.ua − organizacje komercyjne
- gov.ua − organizacje rządowe
- net.ua − dostawcy usług sieci
- edu.ua − organizacje oświatowe
- org.ua − inne organizacje (niekomercyjne)
- in.ua − domeny indywidualne
- v.ua − domeny dla wszystkich